# Leslie Benzies
Leslie Peter Benzies (sinh ngày 17 năm tháng 1 năm 1971) là một nhà sản xuất trò chơi điện tử người Scotland và cựu chủ tịch của Rockstar North, một công ty con của Rockstar Games. Anh đóng vai trò chỉ đạo phát triển của dòng trò chơi Grand Theft Auto từ Grand Theft Auto III đến Grand Theft Auto V (bao gồm Grand Theft Auto Online). Benzies không còn làm việc cho Rockstar, và đã tranh chấp về pháp lý với công ty mẹ của Rockstar, Take-Two Interactive, về tiền bản quyền từ tháng 4 năm 2016 đến tháng 2 năm 2019.

## Tác phẩm
| Năm  | Trò chơi                                 | Vai trò                            |
| ---- | ---------------------------------------- | ---------------------------------- |
| 2001 | Grand Theft Auto III                     | Nhà sản xuất                       |
| 2002 | Grand Theft Auto: Vice City              | Nhà sản xuất                       |
| 2003 | Manhunt                                  | Nhà sản xuất, giảm đốc phát triển  |
| 2004 | Grand Theft Auto: San Andreas            | Nhà sản xuất                       |
| 2005 | Grand Theft Auto: Liberty City Stories   | Nhà sản xuất                       |
| 2006 | Grand Theft Auto: Vice City Stories      | Nhà sản xuất                       |
| 2007 | Manhunt 2                                | Nhà sản xuất                       |
| 2008 | Grand Theft Auto IV                      | Nhà sản xuất                       |
| 2009 | Grand Theft Auto: The Lost and Damned    | Nhà sản xuất                       |
| 2009 | Grand Theft Auto: Chinatown Wars         | Nhà sản xuất                       |
| 2009 | Grand Theft Auto: The Ballad of Gay Tony | Nhà sản xuất                       |
| 2010 | Red Dead Redemption                      | Chỉ đạo sản xuất, chỉ đạo thiết kế |
| 2011 | L.A. Noire                               | Chỉ đạo sản xuất                   |
| 2012 | Max Payne 3                              | Chỉ đạo sản xuất                   |
| 2013 | Grand Theft Auto V                       | Nhà sản xuất, nhà thiết kế         |
| TBA  | Everywhere                               | Nhà thiết kế, đạo diễn             |